# クロエリショウノガン
クロエリショウノガン (黒襟小野雁、学名：Eupodotis afra)は、ツル目ノガン科に分類される鳥類の一種である。別名クロエリノガン。

## 分布
アフリカ南部（ナミビア、南アフリカ）に分布する。

## 形態
全長50-53cm。雄は頭部、頸、体の下面は黒色で、眼の後ろに大きな白斑がある。頭上と背中や肩羽は淡い黄褐色と黒色が混じって細かい横縞模様に見える。雌は腹部が黒色のほかは、全身が黄褐色と黒色と白色が混じった細かい横縞模様である。

## 生態
開けた草原や、潅木の生えた荒地などに生息する。通常は単独で生活する。
繁殖期は8-3月で、1腹1個（稀に2個）の卵を産む。

## 亜種
4亜種に分類される。